# Sphenopholis filiformis
Sphenopholis filiformis là một loài thực vật có hoa trong họ Hòa thảo. Loài này được (Chapm.) Scribn. miêu tả khoa học đầu tiên năm 1906.